# Ropalidia mutabilis
Ropalidia mutabilis är en getingart som beskrevs av Richards 1978. Ropalidia mutabilis ingår i släktet Ropalidia och familjen getingar. Inga underarter finns listade i Catalogue of Life.